# سارة غيرترود شابيرو
سارة غيرترود شابيرو (بالإنجليزية: Sarah Gertrude Shapiro)‏ هي منتجة أفلام وكاتبة سيناريو وممثلة أمريكية، ولدت في 19 فبراير 1978 في سانتا باربارا في الولايات المتحدة.

## وصلات خارجية
- سارة غيرترود شابيرو على موقع IMDb (الإنجليزية)
- سارة غيرترود شابيرو على موقع ألو سيني (الفرنسية)
- سارة غيرترود شابيرو على موقع ميوزك برينز (الإنجليزية)
- سارة غيرترود شابيرو على موقع قاعدة بيانات الفيلم (الإنجليزية)
- سارة غيرترود شابيرو على موقع كينوبويسك (الروسية)